# Nubank
Nubank est une banque en ligne brésilienne. Son siège est situé à São Paulo au Brésil. En 2019, Nubank compte 1 700 employés.

## Histoire
Nubank a été créé en 2013 par le colombien David Vélez, la brésilienne Cristina Junqueira et l’américain Edward Wible. La première transaction réalisée avec une carte Nubank a été effectuée le 1er avril 2014. En 2014, Nubank a lancé son premier produit financier au Brésil, une carte de crédit Mastercard sans frais annuels, pouvant être gérée directement depuis une application mobile. 
En 2017, Nubank a lancé un programme de loyauté intitulé Nubank Rewards ainsi que son compte en ligne NuConta. En 2018, l’entreprise a commencé à offrir des paiements par carte de débit, et, dans les premiers mois de 2019, la société a commencé à tester un produit de prêts avec certains de ses utilisateurs.
En 2019, Nubank est devenue une  “licorne” en atteignant une valorisation de 1 milliard de dollars américains. En mai 2019, Nubank a annoncé étendre ses opérations au Mexique, à travers une filiale dénommée Nu. Cela fut la première expansion internationale de Nubank. En juillet 2019, à la suite d'une levée de fonds de 400 millions de dollars, Nubank est valorisé plus de 10 milliards de dollars.

## Implantation
Son siège est situé à São Paulo au Brésil, et l’entreprise dispose d’un centre de développement à Berlin en Allemagne, ainsi que d’une filiale à Mexico au Mexique et un bureau en Argentine. 